# Gröde
Gröde község és sziget Németországban, Schleswig-Holstein tartományban. Lakosainak száma 10 fő (2023. december 31.).
Népesség szerint Németországnak a legkisebb önálló községe.

## Népesség
A település népességének változása:
| Lakosok száma | 13   | 8    | 9    | 7    | 10   | 12   | 11   | 10   |
|               | 2005 | 2010 | 2017 | 2018 | 2019 | 2021 | 2022 | 2023 |

## Galéria

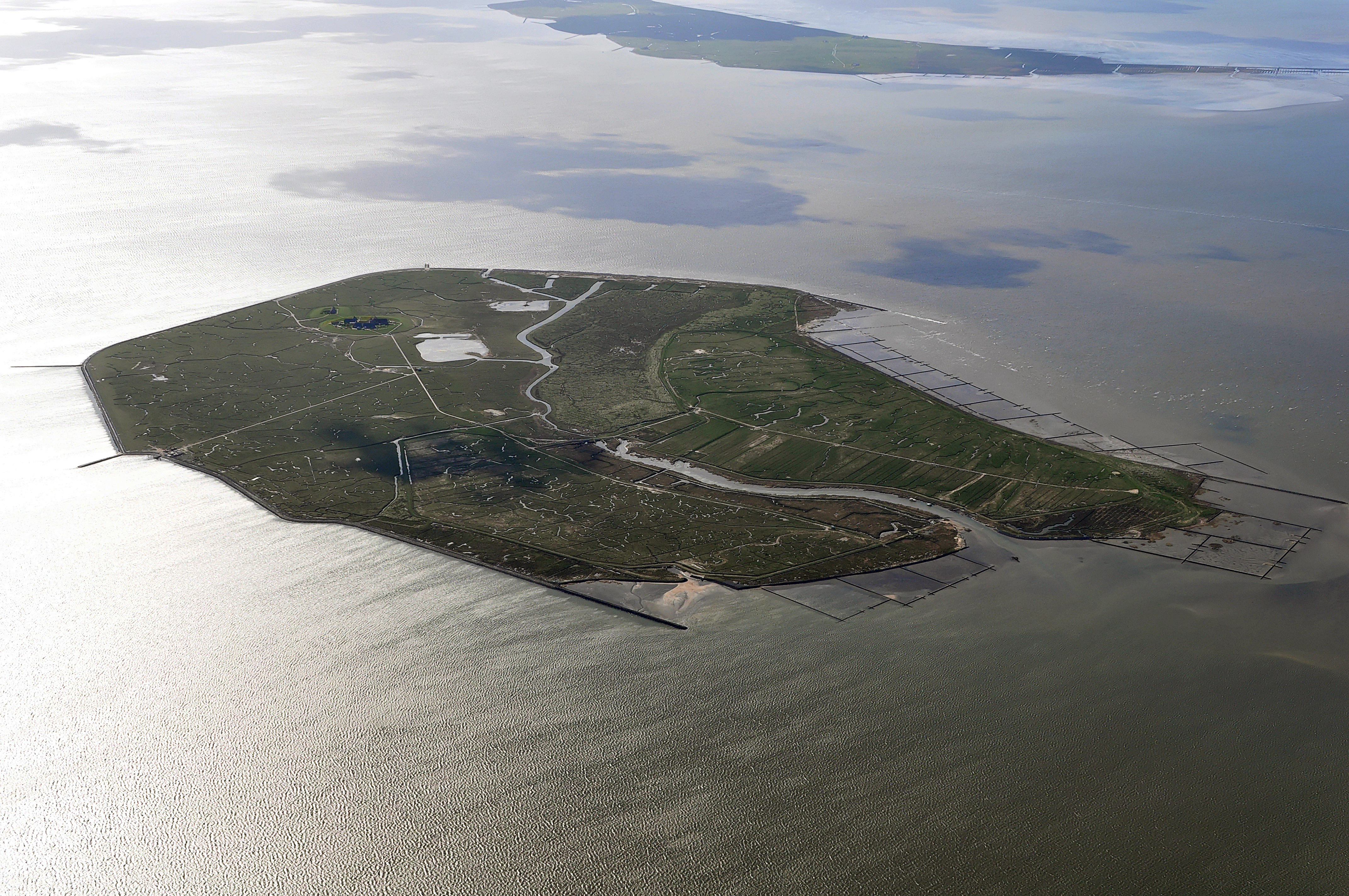
Gröde keletről, hátul Langeneß
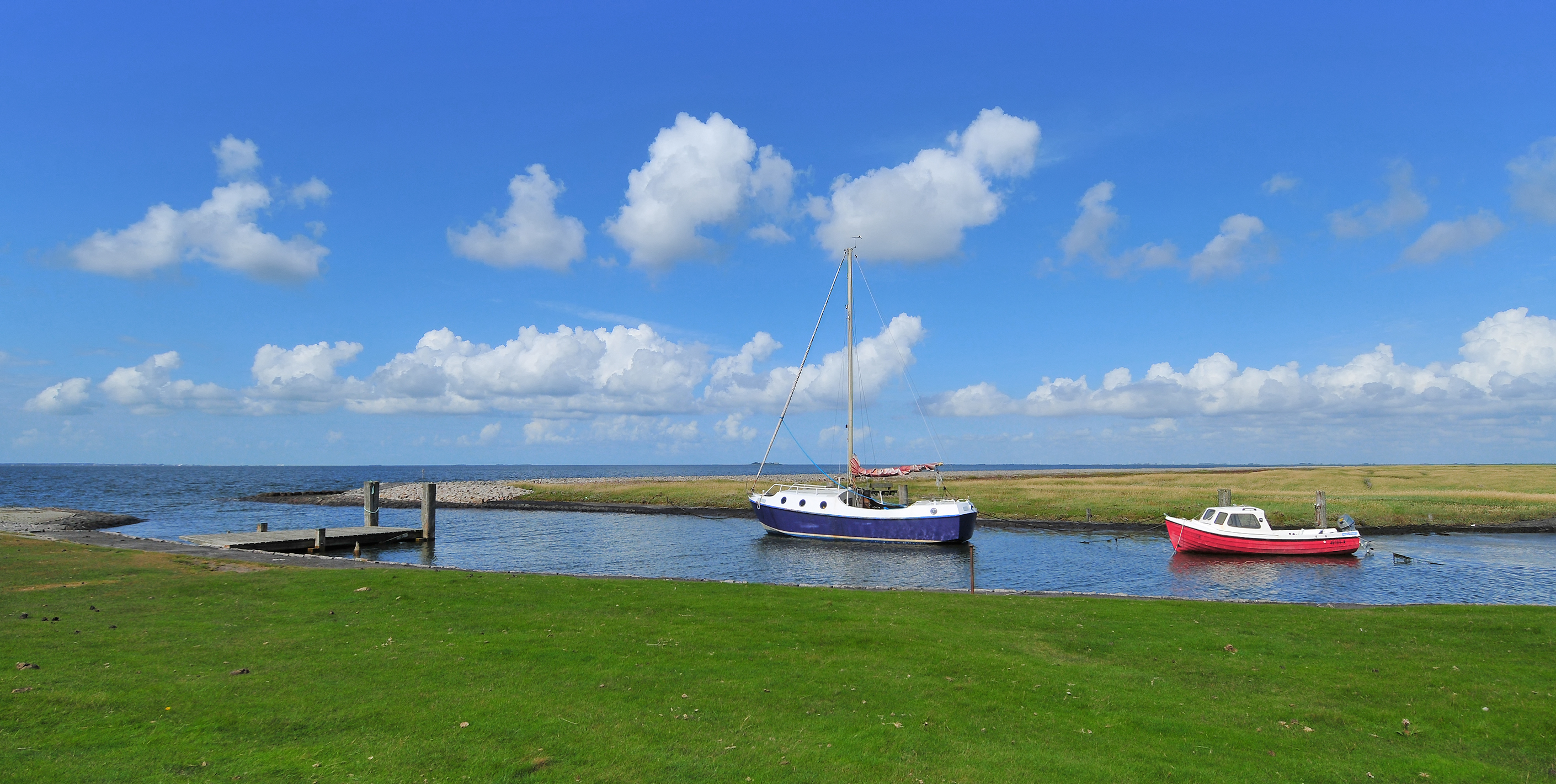
A kikötő
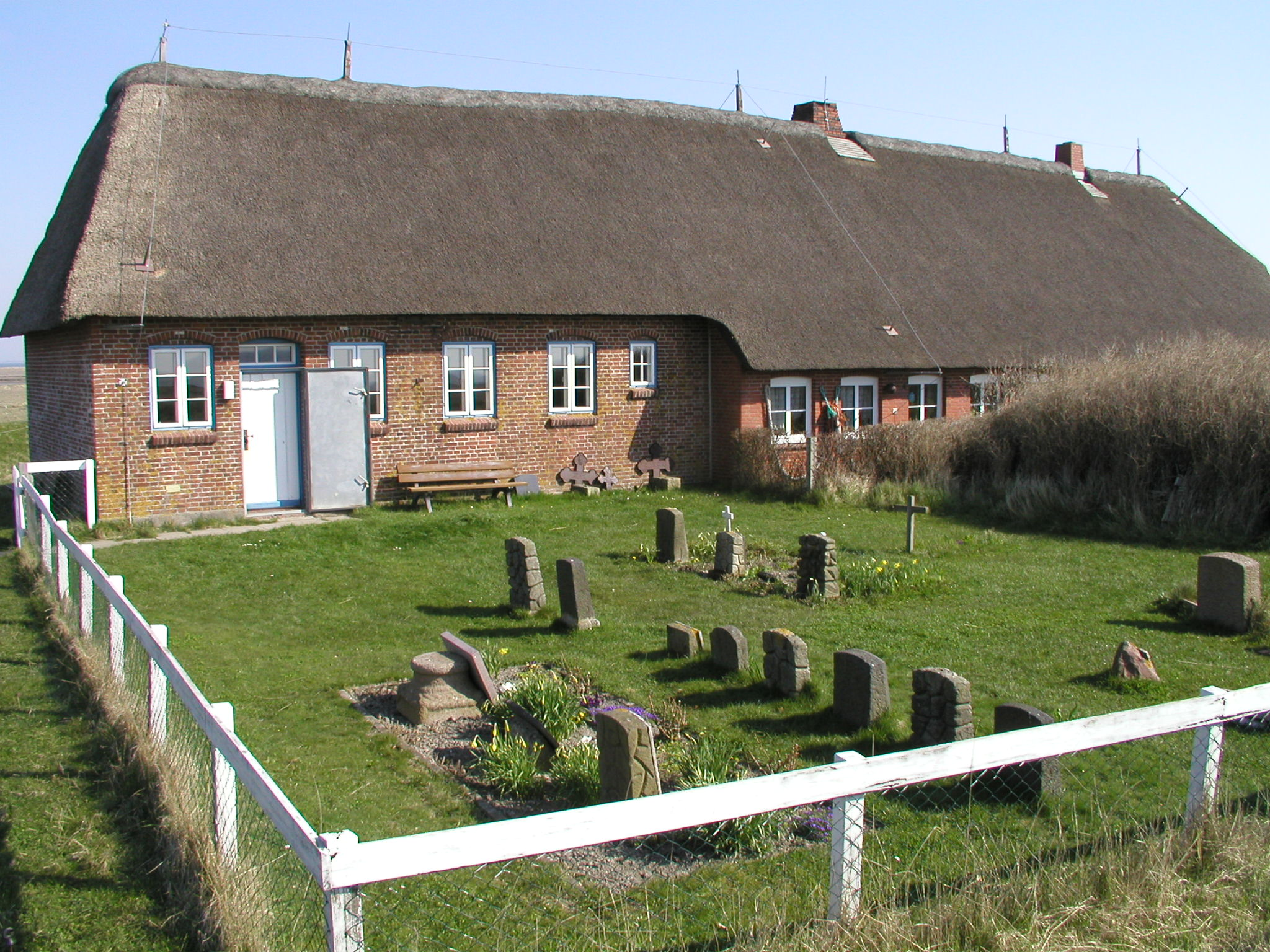
Ar Kirchwarft: templom temetővel (bal) és iskola
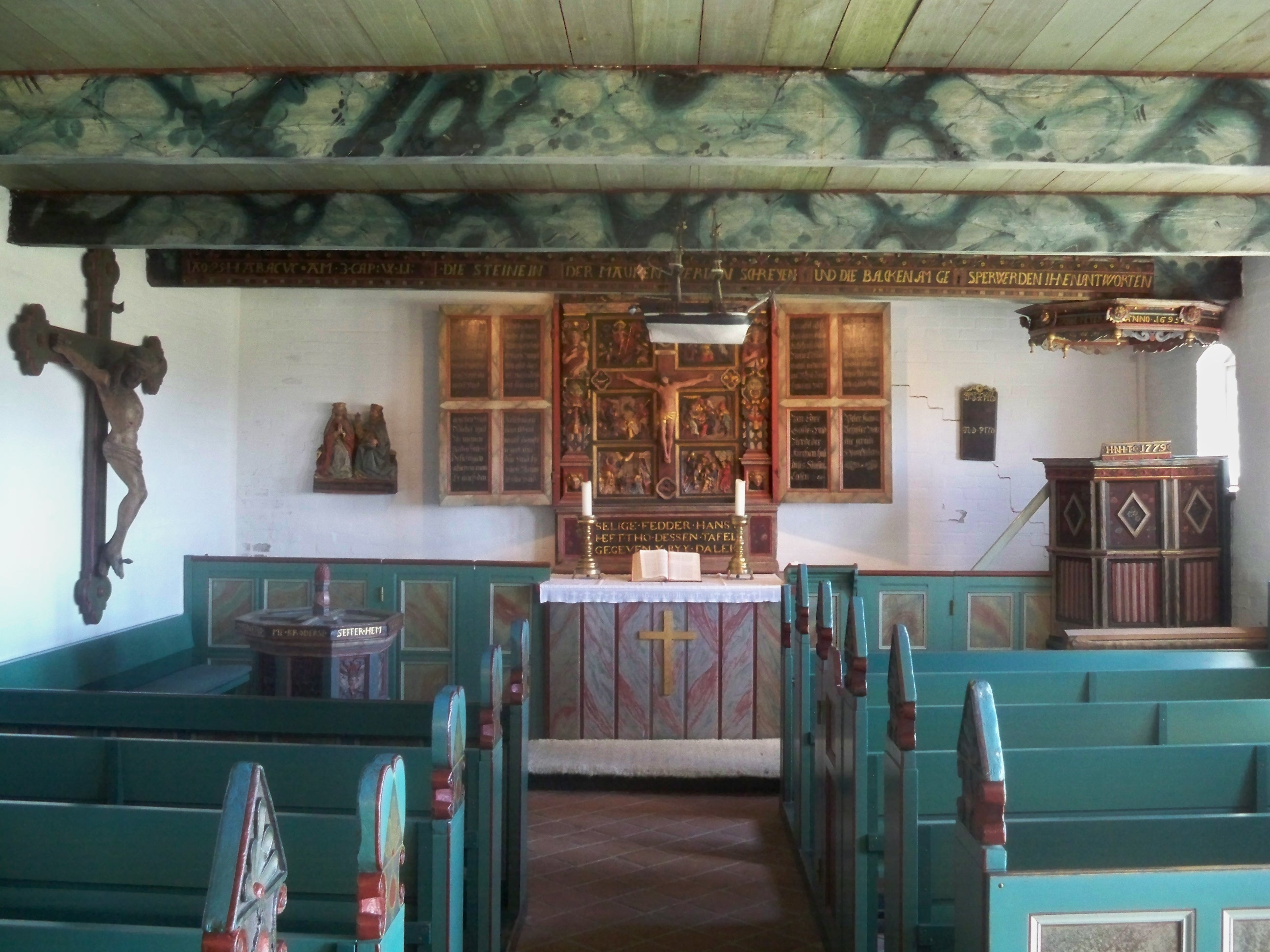
A templomban
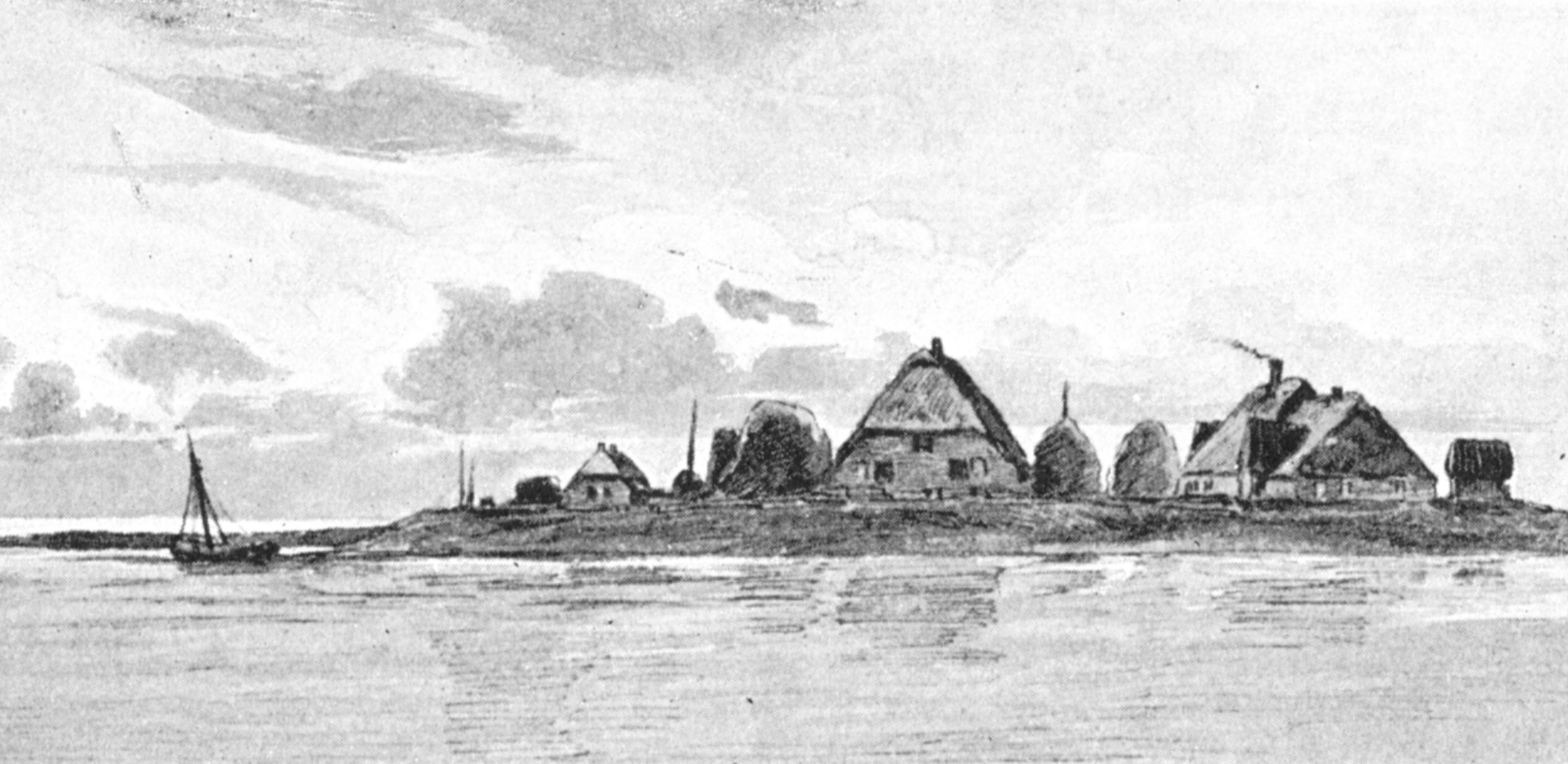
Hallig Gröde 1895 körül
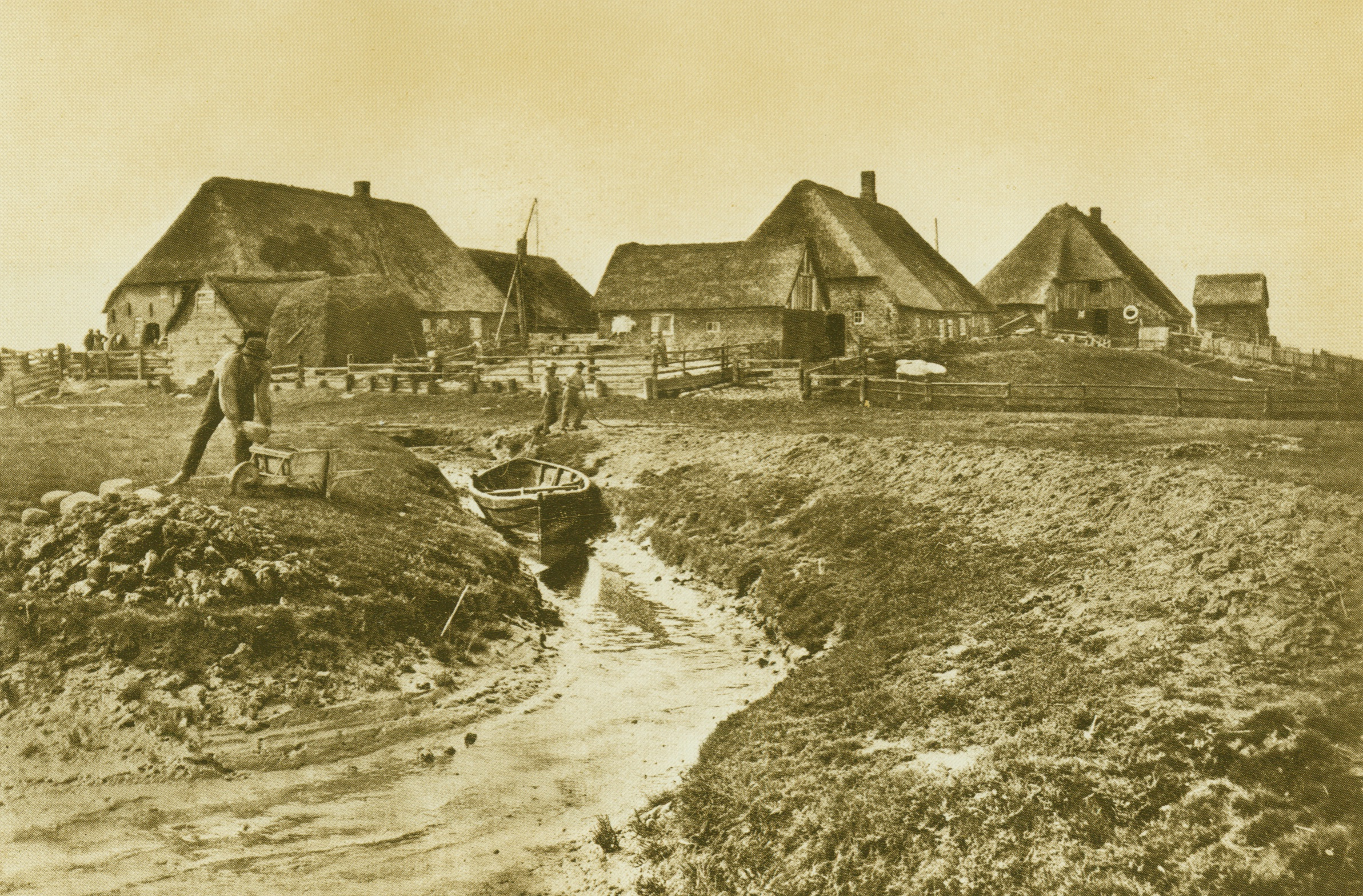
Knudtswarft (1895)
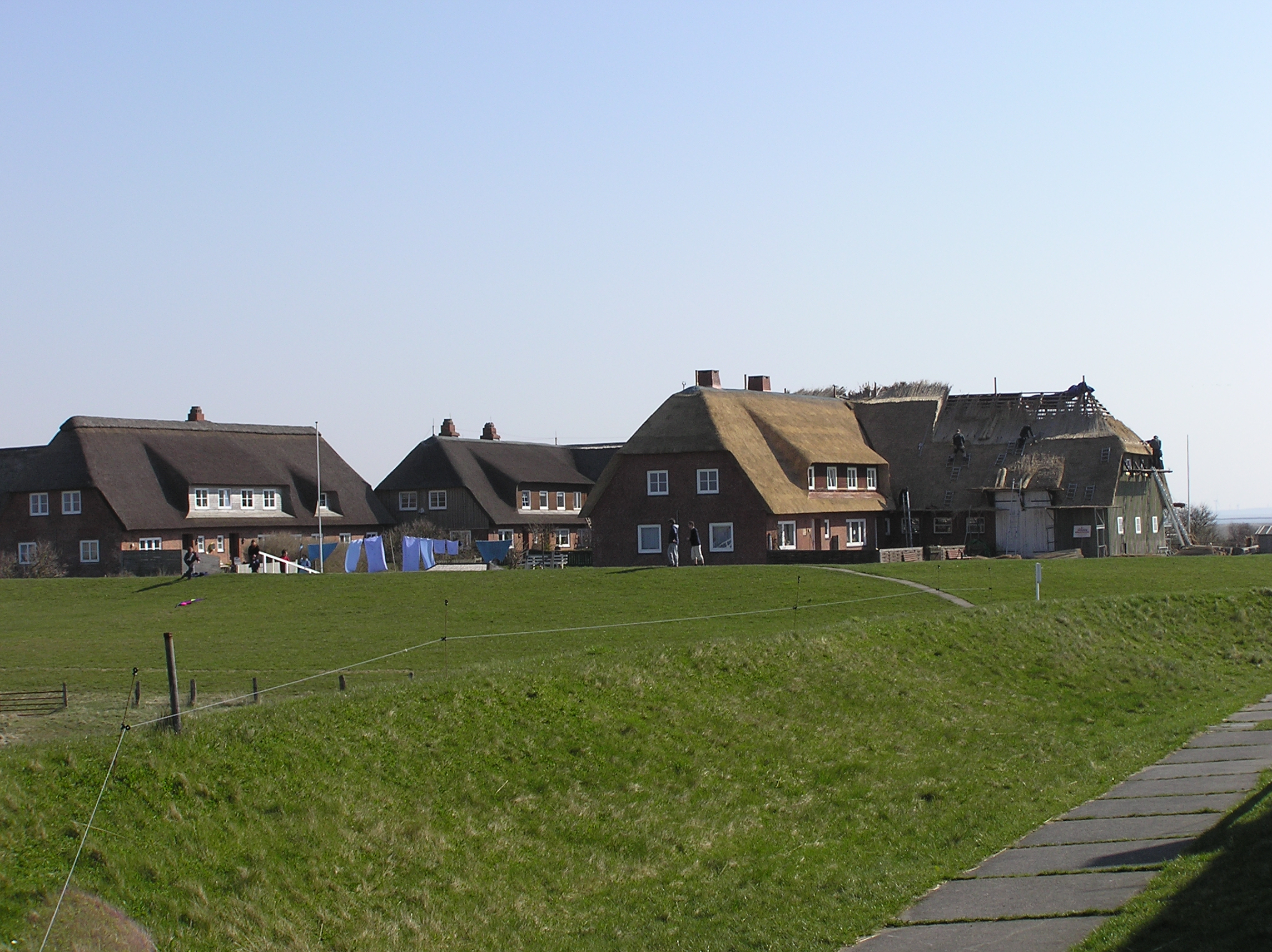
Knudtswarft a Kirchwarft irányából